# Tom Francis
Tom Francis, all'anagrafe Thomas Francis Barber (Thorpe Morieux, 29 giugno 1999), è un attore teatrale britannico.

## Biografia
Nato a Colchester e cresciuto a Thorpe Morieux, Tom Francis ha conseguito la laurea all'Arts Education nel 2020 e, nello stesso anno, ha fatto il suo debutto sulle scene interpretando il protagonista Roger nel musical Premio Pulitzer Rent in scena a Manchester. Nel 2021 ha esordito sulle scene londinesi cantando nel ruolo di Claude in un adattamento concertistico di Hair al London Palladium, mentre nel 2022 ha interpretato Romeo nel musical & Juliet in scena nel West End.
Nel 2023 ha interpretato il protagonista Joe Gillis in un allestimento del musical Sunset Boulevard in scena al Savoy Theatre per la regia di Jamie Lloyd e per la sua interpretazione ha vinto il Laurence Olivier Award per il miglior attore in un musical; l'anno successivo esordisce a Broadway nel medesimo ruolo (che gli vale candidature al Drama League Award, Drama Desk Award, Outer Critics Circle Award e al Tony Award al miglior attore protagonista in un musical), e interpreta Clayton nella quinta stagione di You.

## Teatro
- Rent, libretto e musiche di Jonathan Larson, regia di Luke Sheppard. Hope Mill Theatre di Manchester (2020-2021)
- Hair, libretto di Gerome Ragni e James Rado, musiche di Galt MacDermot, regia di Arlene Phillips. London Palladium di Londra (2021)
- What's New Pussycat?, libretto di Joe DiPietro, musiche di autori vari, regia di Luke Sheppard. Birmingham Repertory Theatre di Birmingham (2021)
- & Juliet, libretto di David West Read, musiche di Max Martin, regia di Luke Sheppard. Shaftesbury Theatre di Londra (2022)
- Sunset Boulevard, libretto di Christopher Hampton e Don Black, musiche di Andrew Lloyd Webber, regia di Jamie Lloyd. Savoy Theatre di Londra (2023), Saint James Theatre di Broadway (2024)

## Filmografia

### Cinema
- Jay Kelly, regia di Noah Baumbach (2025)

### Televisione
- You – serie TV, 4 episodi (2025)

## Riconoscimenti
- Premio Laurence Olivier
  - 2024 – Miglior attore in un musical per Sunset Boulevard
- Drama Desk Award
  - 2025 – Candidatura per la miglior interpretazione protagonista in un musical in Sunset Boulevard
- Drama League Award
  - 2025 – Candidatura per la miglior performance per Sunset Boulevard
- Tony Award
  - 2025 – Candidatura per il miglior attore protagonista in un musical per Sunset Boulevard[7]

## Doppiatori italiani
Nelle versioni in italiano delle opere in cui ha recitato, Tom Francis è stato doppiato da:
- Alessio Nissolino in You